# Atympanophrys
Atympanophrys é um subgénero de anfíbios anuros da família Megophryidae e do gênero Megophrys, endémicos de Yunnan, na China.

## Espécies
- Megophrys (Atympanophrys) gigantica (Liu, Hu & Yang, 1960).
- Megophrys (Atympanophrys) nankiangensis (Liu and Hu, 1966)
- Megophrys (Atympanophrys) shapingensis (Liu, 1950).